# Calabazas Segunda Sección
Calabazas Segunda Sección är en ort i Mexiko.   Den ligger i kommunen Agua Blanca de Iturbide och delstaten Hidalgo, i den sydöstra delen av landet, 130 km nordost om huvudstaden Mexico City. Calabazas Segunda Sección ligger 2 175 meter över havet och antalet invånare är 248.
Terrängen runt Calabazas Segunda Sección är varierad. Runt Calabazas Segunda Sección är det ganska glesbefolkat, med 47 invånare per kvadratkilometer. Närmaste större samhälle är San Bartolo Tutotepec, 19,4 km öster om Calabazas Segunda Sección. I omgivningarna runt Calabazas Segunda Sección växer i huvudsak blandskog.